# やぎ座ガンマ星
やぎ座γ星は、やぎ座の恒星で4等星。

## 概要
F0のスペクトルを持つ主系列星と考えられてきたが、近年の観測結果からはスペクトル型A7の初期の巨星ではないかと考えられている。自転速度が遅いため、対流と重力の影響によって様々な金属元素が大気中に見られるAm星であるとも考えられている。

## 名称
学名は γ Capricoruni (略称は γ Cap) 。固有名のナシラ (Nashira) は、saʿd nāshira（サアド・ナーシラ）もしくはsaʿd al-nāshira（サアド・アン=ナーシラ）というアラビア語に由来するが、その意味は不明である。2016年8月21日、国際天文学連合の恒星の命名に関するワーキンググループ (Working Group on Star Names, WGSN) は、γ星の固有名として Nashira を正式に承認した。